# Claudio Fermín
Claudio Fermín, né le 25 mars 1950, est un homme politique vénézuélien.

## Biographie
Né le 25 mars 1950 à Barinas, il est diplômé de l'Université catholique Andrés Bello. Il devient sociologue et enseigne à l'université.
Membre d'Action démocratique, il est vice-ministre de la Jeunesse sous Jaime Lusinchi, puis maire de Caracas. Il est candidat du parti lors de l'élection présidentielle de 1993, remportée par Rafael Caldera.
Il est élu député constituant en 1999. Il retire sa candidature par deux fois en 1998 et 2000. De nouveau candidat lors de l'élection présidentielle vénézuélienne de 2018, il se retire et soutient Henri Falcón, qui lui propose le poste de vice-président en cas de victoire. Il est candidat à l'élection présidentielle vénézuélienne de 2024.